# Smote Reverser
Smote Reverser — двадцать первый студийный альбом американской рок-группы Oh Sees из Сан-Франциско. Он был выпущен 17 августа 2018 года лейблом Castle Face Records. Альбом стал вторым, выпущенным под псевдонимом Oh Sees после Orc (2017). Ранее группа выпускала свои альбомы под названиями «Thee Oh Sees», «OCS», «The Ohsees» и «The Oh Sees». В записи альбома принял участие клавишник Томас Долас, который внёс вклад в альбом Memory of a Cut Off Head 2017 года и впоследствии присоединился к группе в качестве постоянного участника.

## Отзывы
| Совокупная оценка    | Совокупная оценка |
| Источник             | Оценка            |
| -------------------- | ----------------- |
| Metacritic           | 79/100            |
| Оценки критиков      |                   |
| Источник             | Оценка            |
| The 405              | 6.5/10            |
| AllMusic             | [ 2 ]             |
| The A.V. Club        | B+                |
| Clash                | 8/10              |
| Drowned in Sound     | 8/10              |
| The Line of Best Fit | 8/10              |
| NME                  | [ 10 ]            |
| Paste                | 8.5/10            |
| Pitchfork            | 7.6/10            |
| Rolling Stone        | [ 12 ]            |

Альбом получил положительные оценки и признание от музыкальных критиков. На интернет-агрегаторе Metacritic, который присваивает нормализованный рейтинг из 100 баллов по рецензиям основных изданий, альбом Smote Reverser получил средний балл 79 из 100, основанный на нескольких профессиональных рецензиях. Агрегатор Album of the Year дал релизу 75 из 100 на основе критического консенсуса 18 рецензий.

## Список композиций
| №   | Название                       | Длительность |
| --- | ------------------------------ | ------------ |
| 1.  | «Sentient Oona»                | 5:34         |
| 2.  | «Enrique El Cobrador»          | 3:53         |
| 3.  | «C»                            | 4:21         |
| 4.  | «Overthrown»                   | 2:41         |
| 5.  | «Last Peace»                   | 7:41         |
| 6.  | «Moon Bog»                     | 4:56         |
| 7.  | «Anthemic Aggressor»           | 12:13        |
| 8.  | «Abysmal Urn»                  | 3:25         |
| 9.  | «Nail House Needle Boys»       | 4:40         |
| 10. | «Flies Bump Against the Glass» | 4:25         |
| 11. | «Beat Quest»                   | 6:04         |

## Чарты
| Чарт (2018)                            | Высшая позиция |
| -------------------------------------- | -------------- |
| Шотландия (Scottish Albums Chart)      | 50             |
| Великобритания (UK Albums Chart)       | 66             |
| США (Billboard Top Heatseekers Albums) | 1              |
| США (Billboard Independent Albums)     | 11             |
| США (Billboard Top Album Sales)        | 99             |